# Бородатый колли
Бородатый колли (англ. Bearded Collie, Бирди, англ. Beardie) — порода собак. Относится к пастушьим собакам. Выведена в Великобритании.

## История
Бородатый колли происходит из Шотландии, где порода использовать в качестве пастушьей. Предками породы являются польская низинная овчарка и комондор, завезенные в Шотландию в XVI веке. Завезенные собаки скрещивались с местными овчарками и таким образом появилась выносливая и сильная порода, способная самостоятельно принимать решения и защищать скот.
К началу XIX века порода приобрела современные внешние качества и поведение. Во время викторианской эпохи порода часто выставлялась на собачьих выставках, но после Первой Мировой войны численность породы сильно уменьшилась. Между двумя Мировыми войнами британские заводчики смогли восстановить популяцию.
В 1967 году порода была принята FCI.

## Стандарт породы
Бородатый колли — стройная, сильная, активная собака, растянутая в соотношении примерно 5:4, промеренная от самой выдающейся точки грудной кости до седалищных бугров. Суки могут быть чуть длиннее. Несмотря на крепкое сложение собака должна иметь хорошее расстояние от поверхности и не производить впечатление тяжелой. Понятливое, исследующее выражение является характерным признаком этой породы.
Это внимательная, живая, уверенная в себе и активная, надежная, интеллигентная рабочая собака, без признаков нервозности или агрессивности.

### Голова и череп

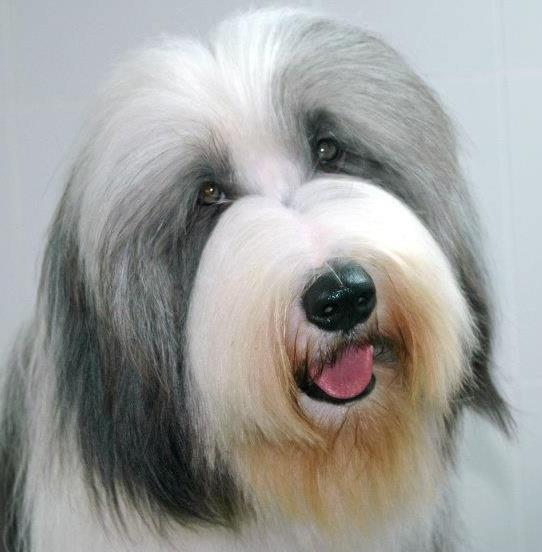
Голова бородатого колли

Голова в правильной пропорции к величине корпуса. Череп широкий, плоский и квадратный. Расстояние между переходом ото лба к морде и затылочным бугром равно ширине между ушными отверстиями.
Морда крепкая, по длине соответствует расстоянию между переходом ото лба к морде и затылочным бугром. Общее впечатление собаки с крепкой мордой и черепом, который предоставляет много пространства для мозга. Умеренный переход ото лба к морде. Мочка носа большая и квадратная, в большинстве чёрная, однако у голубых и коричневых собак нормальным является цвет соответствующий окрасу шерсти. Мочка носа и губы однотонные без крапа или пятен. Пигментация губ и краев век подходит к цвету мочки носа.
Глаза: по цветовому тону согласованы с окрасом шерсти, широко стоят друг от друга и большие, мягкие и живые, не выпуклые. Брови сводом вверх и вперед, однако не такие длинные, чтобы закрывать глаза.
Уши: среднего размера и висячие. В настороженном состоянии они поднимаются у основания до высоты черепа, но не выше и делают череп шире.
Морда/прикус: Зубы большие и белые. Крепкие челюсти, по возможности с отличным, равномерным ножницеобразным прикусом, при этом верхний ряд резцов без зазора стоит перед нижним и зубы расположены вертикально в челюсти. Клещеобразный прикус разрешен, но не желателен.
Шея: Умеренно длинная, мускулистая и слегка изогнутая.

### Конечности
Передние конечности: Плечи лежат хорошо косо назад. Конечности прямые и вертикальные, с крепким костяком, целиком покрытые лохматой шерстью. Пясти гибкие, однако без слабости.
Задние конечности: с хорошей мускулатурой с крепкими голенями, с хорошими углами коленных суставов и низко стоящими скакательными суставами. Плюсны стоят под прямым углом к поверхности и находятся в нормальной стойке точно позади воображаемой линии, проведенной от седалищных бугров.
Лапы: овальной формы с хорошо наполненными подушечками. Пальцы сводистые и хорошо сомкнутые, хорошо покрыты шерстью, шерсть растет также и между пальцами.

### Корпус
Длина спины состоит из длины грудной клетки, а не из длины поясницы. Спина прямая, ребра хорошо сводистые, но не бочкообразные. Поясница крепкая, грудная клетка глубокая, с большим пространством для сердца и легких.
Хвост: низко посаженный без надлома или поворота и такой длинный, что последний позвонок хвоста достигает по крайней мере скакательных суставов. В стойке или в движении шагом держится низко с легким подъёмом вперед на кончике, при более быстром движении также вытянутым. Никогда не держится над спиной. Покрыт пышной шерстью.

### Движения
Гибкие, равномерно плавные и с далеким выносом конечностей, при минимуме напряжения размашистые.

### Шерсть

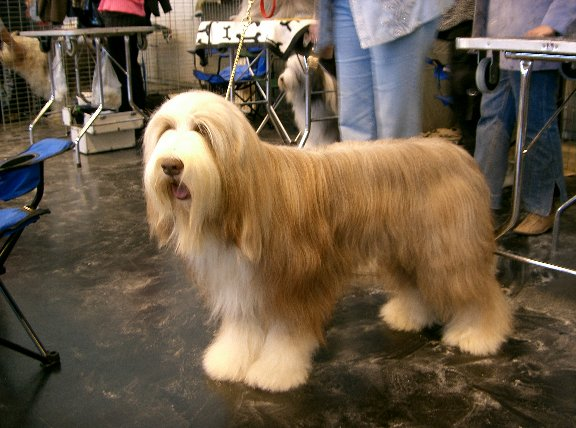
Бородатый колли шоколадного окраса

Шерсть: двойная, с мягким, пушистым и плотным подшёрстком. Покровный волос гладкий, жесткий, крепкий и лохматый, не волнистый и не локонами. Допускается легкая волна. Длина и плотность шерсти достаточные для того, чтобы обеспечивать защиту кожи и выгодно представлять силуэт собаки, однако не столь обильная, чтобы скрывать естественные линии корпуса. Шерсть ни в коем случае не должна тримминговаться. Спинка носа покрыта короткой шерстью.  По бокам морды шерсть несколько длиннее. Нижняя губа и подбородок покрыты шерстью, которая удлиняется к груди и образует типичную бороду.
Окрас: шиферно-серый, красновато олений, чёрный, голубой, все оттенки серого, коричневого и песочного, с белыми пятнами или без них. Белые отметины допускаются на морде, в виде проточины на лбу, на черепе, на кончике хвоста, на груди, на конечностях и на лапах. Если белый окрас проявляется на воротнике, то он не должен заходить на плечи. Белое не должно проявляться выше скакательных суставов по внешней стороне задних конечностей. Легкие рыжие отметины у бровей, на внутренней стороне ушей, на щеках, под основанием хвоста и на конечностях на местах перехода между белым и основным окрасом разрешены.

### Рост/вес
Идеальная высота в холке: кобели: 53-56 см; суки: 51-53 см. Общее качество и пропорции должны цениться в первую очередь, сильные отклонения от идеального роста однако не должны поощряться.

### Недостатки
Любое отклонение от стандарта должно рассматриваться как недостаток, оценка которого должна проводиться в точном соотношении со степенью этого отклонения.
Примечание: У кобелей должно быть два очевидных нормально развитых семенника, которые полностью находятся в мошонке.

## Применение

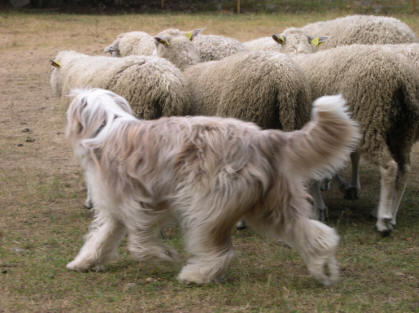
Бородатый колли с отарой

Бородатая колли — прекрасный компаньон и пастух. Также эта порода хорошо поддается дрессировке и превосходно подходит для спорта с собаками, например: аджилити, фрисби, флайбол, обидиенс, кинологический фристайл.